# أغسطس ستونمان
أغسطس ستونمان هو سياسي كندي، ولد في 2 أبريل 1832 في يارموث ‏ في كندا، وتوفي بنفس المكان في 10 أبريل 1905. نشط حزبياً في الحزب الليبرالي في نوفا سكوشا ‏. وقد انتخب عضو مجلس نواب نوفا سكوشا ‏.